# Maredudd ab Owain ab Edwin
Maredudd ab Owain (ab Edwin) (overleden 1072) was een koning van Deheubarth. Hij was een kleinzoon van Edwin ab Einion en een neef van Hywel ab Edwin.
Na de dood van Gruffudd ap Llywelyn greep Maredudd de macht in Deheubarth, maar werd daarin tegengewerkt door Caradog ap Gruffudd, de zoon van Gruffudd ap Rhydderch. In 1072 sneuvelde hij in een veldslag tegen Caradog, die werd geholpen door Normandische soldaten. Hij werd opgevolgd door zijn broer Rhys.